# Antonín J. Liehm
Antonín Jaroslav Liehm (Praga, 2 de marzo de 1924-Ibidem, 4 de diciembre de 2020) fue un escritor, editor, traductor y académico checo que residió gran parte de su vida en París.
En 1984, Antonín J. Liehm fundó la revista europea de cultura Lettre International. La versión francesa dejó de publicarse en 1993, pero algunos de sus muchos descendientes siguen en publicación. Cabe destacar que la versión alemana de la revista ha salido continuamente desde su fundación en 1988.

## Biografía
Antonín J. Liehm nació el 2 de marzo de 1924 en Praga, Checoslovaquia (hoy República checa) y estudió ciencias políticas en la Universidad Carolina, de donde se graduó en 1949.

### Kulturní politika
En 1945, Liehm, junto con Emil František Burian, fundó una revista semanal, titulada Kulturní politika (Política cultural). La revista era procomunista y finalmente sería asumida y mantenida en publicación por la Asociación de Escritores Checos. El canciller Vladimír Clementis le ofreció a Liehm un puesto en el departamento de prensa del ministerio. Clementis fue ahorcado en 1952, después del juicio estalinista de Slánský. Posteriormente, el propio Liehm fue despedido de su cargo en el ministerio y en la revista. En 1956, Liehm fue contratado nuevamente y finalmente fue despedido nuevamente en 1960.

### Literární noviny
En 1960, Liehm comenzó a trabajar en la revista literaria Literární noviny. Liehm asumió el cargo de editor en 1961. La tirada de la revista subió a 130.000 ejemplares por número. Entre los que trabajaban cerca de Liehm en ese momento se encontraban Ludvík Vaculík, Milan Kundera, Jan Procházka, Pavel Kohout e Ivan Klíma. La publicación y el desarrollo posterior de la revista cesaron, junto con la Primavera de Praga después de la invasión de Checoslovaquia por el Pacto de Varsovia de 1968.

### Emigración y Lettre International
En 1969 Liehm emigró a París con su esposa Drahomira N. Liehm. Después de aceptar temporalmente un puesto docente en el Richmond College-CUNY en Estados Unidos, Liehm y su esposa regresaron a París en 1982, donde ocupó un puesto en la Universidad Paris Diderot y más tarde en la Escuela de Estudios Superiores en Ciencias Sociales. Liehm enseñó en la Universidad de Pensilvania desde 1979 hasta 1983.
En 1984, Liehm fundó la revista Lettre International, junto con el escritor Paul Noirot. Liehm describió el concepto de la revista con estas palabras: "Si teníamos un buen texto, ya sea alemán, estadounidense, ruso, entonces buscábamos un contexto para él. Otros textos que lo rodearían, proporcionan comentarios, incluso si no fueron escritos para ese propósito en absoluto. […] Nuestro objetivo era producir un juego de espejos alrededor de un texto".